# Le Guess Who?

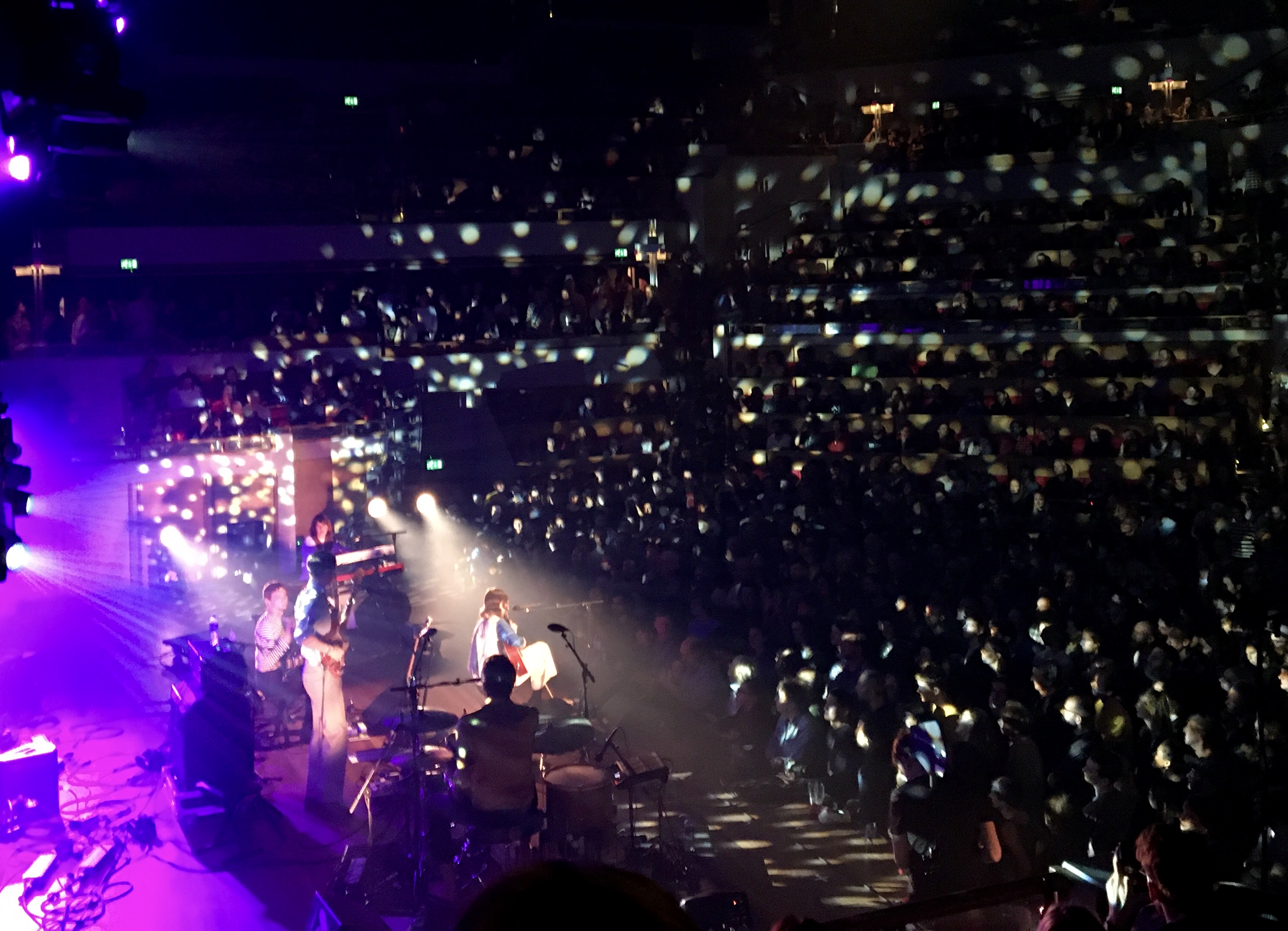
Aldous Harding in concerto al TivoliVredenburg nell'edizione 2019 di Le Guess Who?

Le Guess Who? è un festival musicale olandese organizzato nella città di Utrecht, fondato da Bob van Heur e Johan Gijsen nel 2007 e caratterizzato da diversi generi musicali, tra cui la musica d'avanguardia, il jazz, l'hip hop, la musica elettronica, la musica sperimentale, il noise rock, l'indie rock e la world music.

## Storia
Le Guess Who? si svolge annualmente ad Utrecht a metà novembre, dura 4 giorni e propone oltre 200 esibizioni in vari luoghi di ritrovo culturale, principalmente locali musicali (TivoliVredenburg, De Helling, EKKO, dB's, ecc.), ma anche teatri, club e le principali chiese della città (come ad esempio il Duomo di Utrecht e la Jacobikerk). Inoltre si tengono anche degli eventi satellite con musica, film, arti visive e fotografie che compaiono nei caffè, negli hotel, nei ristoranti, nelle cantine del molo, nella piazza centrale e negli angoli nascosti di Utrecht.
Nella prima edizione del 2007 il festival durava 2 giorni, poi aumentati a 3 nel 2008, a 4 nel 2009 e a 5 nel 2010. Nel 2011 la durata venne ridotta a 3 giorni, per poi stabilizzarsi a 4 giorni a partire dal 2012.
Nel corso di Le Guess Who? si esibiscono più di 100 artisti e band musicali che raramente suonano nei Paesi Bassi o che lo fanno per la prima volta. Nelle prime edizioni il festival ospitava soltanto artisti e band canadesi, ma già a partire dalla 3ª edizione nel 2009 questo limite divenne meno stringente, iniziando a far esibire anche gruppi musicali di altre nazioni, rimuovendolo completamente nel 2010, così da poter accogliere artisti provenienti da tutto il mondo. Le Guess Who? celebra la diversità e l'inclusività, concentrandosi su artisti che sentono il bisogno di esplorare ed espandere i confini di determinati generi, presentando suoni non occidentali, jazz, folk, ambient, drone e avant-garde, nonché la cultura pop e rock contemporanea e molte forme miste di questi generi.
Dal 2015 uno o più curatori presentano una parte del programma del festival:
- Sunn O))) (2015);
- Wilco, Savages, Julia Holter e Suuns (2016);[3]
- Perfume Genius, James Holden, Grouper, Shabazz Palaces, Jerusalem In My Heart e Han Bennink (2017);
- Devendra Banhart, Shabaka Hutchings e Moor Mother (2018);[4]
- Fatoumata Diawara, Iris van Herpen & Salvador Breed, Jenny Hval, The Bug, Patrick Higgins e Moon Duo (2019);[5][6]
- John Dwyer, Lucrecia Dalt, Matana Roberts, Midori Takada e Phil Elverum (2021);[7]
- Animal Collective, clipping. e CURL (2022).[8]

## Edizioni
| Anno | Curatore                                            | Artisti |
| ---- | --------------------------------------------------- | --- |
| 2007 | N/D                                                 | Caribou, Black Mountain, Duchess Says, Hot Hot Heat, Julie Doiron, Lightning Dust, Miracle Fortress, Montag, MSTRKRFT, Thunderheist, Young Galaxy |
| 2008 | N/D                                                 | Beach House, Dragons Of Zynth, Elfin Saddle, Elizabeth Anka Vajagic, Fairmont, Fred Eaglesmith, Hrsta, Jana Hunter, Katie Stelmanis, Land Of Talk, Melissa Auf Der Maur, Pan/Tone, Pas Chic Chic, Project Le Guess Who? with Kyteman, Shalabi Effect, Telepathe, The Mole, The Stills, Think About Life, Torngat |
| 2009 | N/D                                                 | A Place To Bury Strangers, Aa (Big A Little a), Alexander Tucker, Audiotransparent, Awkward I, B. Fleischmann, Basia Bulat, Bibio, Birthday Suits, Box Elders, Charlie Megira & The Modern Dance Club, Crystal Fighters, Dead Confederate, Deer Tick, Dorian Concept, Early Day Miners, El Pino & The Volunteers, Evan Dando of The Lemonheads, F.S. Blumm, Freek Fabricius, Fucked Up, Gala Drop, Huoratron, Lightning Dust, Luke Abbott, Male Bonding (feat members of PRE), Megafaun, Micah P. Hinson, Moon & Sun, nice nice, Patrick Watson and The Wooden Arms, Pitto, Poirier ft. MC Zulu, Quasimodo, Ryland Bouchard, Saint Alvia, Six Organs Of Admittance, South San Gabriel, Staff Benda Bilili, The Dodos, The Field & Band, The Shaky Hands, The Tragically Hip, The Very Best, Thus:Owls, Tony Dekker (Great Lake Swimmers), TV Buddhas, Tweak Bird, Wavves, Wild Beasts, William Fitzsimmons, Yuri Landman |
| 2010 | N/D                                                 | Alasdair Roberts, AstroPoser, Awesome Tapes From Africa, Baths, Beach House, Black Breath, Black Dice, Born Ruffians, Broken Social Scene, Caribou, Cave, Dam Mantle, Demon’s Claws, Dimlite, Eagle Boston, Elephant Micah, Eric Chenaux, Esben and the Witch, Eskmo, Field Music, DJ Fitz, FM Belfast, Francis, Freek Fabricius, Ganglians, Giant Sand, Girl Unit, Grasscut, The Greenhornes, Growing, Gyedu-Blay Ambolley & The Ghana Funk Project, Haunted Cassette Tapes, Idiot Glee, Idiot Wind, James Blackshaw, Junip, Kazanchis, Knalpot, Lonna Kelley, Lower Dens, Luik, Marnie Stern, Menomena, Mike Slott, Munch Munch, Nikoo, The One Ensemble ft. Daniel Padden, Peter Broderick, Pictureplane, Pien Feith, Pinch & Sgt. Pokes, DJ Quasimodo, Rob Young, DJ Sandeman, Saroos, Scientist (live), Secret Project Robot A/V System, Siskiyou, Sleepy Sun, Sleigh Bells, Small Black, The Strange Boys, Subtitle, Swans, The Tallest Man On Earth, Torche, Trembling Bells, Trumans Water, Ty Segall, Voice Of The Seven Thunders, Wooden Ships, Yuri Landman |
| 2011 | N/D                                                 | A Winged Victory For The Sullen, Akron/Family, Babe Rainbow, Bachelorette, Bass Drum of Death, The Besnard Lakes, Bill Callahan, Bo Ningen, Braids, Com Truise, Dead Neanderthals, Eagulls, Endless Boogie, Fool's Gold, Fruit Bats, Gang Gang Dance, Gary War, Givers, I Break Horses, Iceage, John Maus, Low, Marissa Nadler, Mugstar, My Brightest Diamond, Nisennenmondai, Nurses, Okkervil River, Om Unit, Other Lives, Panda Bear, Part Chimp, Pinback, Pink Mountaintops, Rats on Rafts, Richard Buckner, Roll The Dice, Shabazz Palaces, Snailhouse, Socalled, Stephen Malkus & The Jicks, Still Corners, Suuns, Swearing at Motorists, Tarwater, Zola Jesus, Zomby |
| 2012 | N/D                                                 | Adrian Sherwood, Allah-Las, AmenRa, Colin Stetson, Deerhoof, Destroyer, DIIV, Grouper, Jerusalem In My Heart, Mac DeMarco, Nick Waterhouse, Prince Rama, Sharon van Etten, Tim Hecker |
| 2013 | N/D                                                 | Connan Mockasin, Damien Jurado, Destroyer, Esmerine, His Clancyness, Mark Lanegan, Mad Professor, Michael Chapman, Oneohtrix Point Never, Ólafur Arnalds, Young Fathers, Yo La Tengo |
| 2014 | N/D                                                 | Amen Dunes, Autechre, Bonnie "Prince" Billy, Cloud Nothings, Einstürzende Neubauten, Father Murphy, Helado Negro, Jenny Hval, King Gizzard & the Lizard Wizard, St. Vincent, Perfume Genius, Xiu Xiu |
| 2015 | Sunn O)))                                           | Annette Peacock, Julia Holter, Keiji Haino, Hildur Guðnadóttir, OM |
| 2015 | Between Two Crescents                               | Dirar Kalash, Sahar Taha, Elie Maalouf |
| 2015 | Jacco Gardner                                       | Os Mutantes, Dungen, Nick Garrie, Michael Rault, Eerie Wanda |
| 2015 | Levitation                                          | Total Control, Lightning Bolt, Suuns & Jerusalem In My Heart, Bo Ningen, Deradoorian, Ringo Deathstarr. |
| 2015 | Constellation Records                               | Ought, Saltland, Last Ex, Avec le Soleil Sortant de sa Bouche |
| 2015 | Fluister Nights                                     | Lubomyr Melnyk, Loscil, Christina Vantzou, Otto A. Totland |
| 2015 | Le Guess Who?                                       | Deerhunter, Kamasi Washington, Destroyer, The Notwist, Faust, Ariel Pink, Swervedriver, Atlas Sound, A Place To Bury Strangers, Wavves, Kaki King, Protomartyr, Car Seat Headrest, Hop Along, Torii |
| 2016 | Wilco                                               | 75 Dollar Bill, Deerhoof, Kyoka, Lee Ranaldo & El Rayo, Let's Eat Grandma, PITA Peter Rehberg, Steve Gunn, William Tyler |
| 2016 | Savages                                             | Beak, Bo Ningen, Duke Garwood, Tim Hecker |
| 2016 | Julia Holter                                        | Jessica Moss, Laurel Halo, Lucrecia Dalt, Tashi Wada & Yoshi Wada |
| 2016 | Suuns                                               | Alessandro Cortini, Brian Case, Jerusalem In My Heart, Jlin, Patrick Higgins |
| 2016 | The Ex Festival                                     | Andy Moor, Han Bennink, John Butcher, Ken Vandermark, Melaku Belay |
| 2016 | Le Guess Who?                                       | Black Mountain, Cate Le Bon, Dinosaur Jr., Gilla Band, Jonny Greenwood & The Rajasthan Express, Nadja, Patty Waters, Peter Broderick, Ryley Walker, The Comet is Coming, The Ex, Ufomammut, Weyes Blood, Whitney |
| 2017 | Basilica Soundscape                                 | Greg Fox (Liturgy), Jenny Hval, Liu Fang, Meredith Graves, Protomartyr, Prurient |
| 2017 | Grouper                                             | Brötzmann/Leigh, Coby Sey, Ekin Fil, GAS (Wolfgang Voigt), Grouper & Paul Clipson, Keiji Haino, Marcia Bassett & Samara Lubelski duo, Marisa Anderson, Richard Youngs, Roy Montgomery, Tiny Vipers, William Basinski |
| 2017 | Han Bennink                                         | Alexander von Schlippenbach & Han Bennink, ICP Orchestra, Mary Oliver & Greetje Bijma, Steve Beresford & Gerard Bouwhuis, Terrie Ex & Spring Heel Jack, Thurston Moore & Han Bennink |
| 2017 | James Holden                                        | James Holden & The Animal Spirits, Jerusalem In My Heart, Shabaka & The Ancestors |
| 2017 | Jerusalem In My Heart                               | Alanis Obomsawin performing 'Bush Lady', Charles-André Coderre presents Granular Shadow, Dedekind Cut, Jerusalem In My Heart & Friends DJ set, Klein, Linda Sharrock, Matana Roberts, Moor Mother |
| 2017 | Perfume Genius                                      | Aldous Harding, Cate Le Bon, Julianna Barwick, Mary Margaret O'Hara, Mount Eerie, Mozart's Sister (Cecile Believe), Perfume Genius, Pharmakon (noise project), Weyes Blood |
| 2017 | Shabazz Palaces                                     | Gonjasufi, Pharoah Sanders, Shabazz Palaces |
| 2017 | The Black Power Tarot                               | Black Power Tarot Exhibition by King Khan & Michael Sterling Eaton, Black Power Tarot reading by King Khan, |
| 2017 | 12-Hour Drone                                       | Ashtoreth, Ellen Arkbro, Jessica Moss |
| 2017 | Le Guess Who?                                       | Ahmed Fakroun feat. Altın Gün, Ben Frost, Dälek, Juana Molina, Julie Byrne, Kevin Morby, Linton Kwesi Johnson, METZ, Moon Duo, Patrick Higgins, Hyperborea & Gesualdo's Tenebrae Responsories for Holy Saturday, Sudan Archives, Sun Kil Moon, Sun Ra Arkestra, The Ecstatic Music of Alice Coltrane, The Soft Moon, Thurston Moore Group, Tune-Yards, Yves Tumor |
| 2018 | Shabaka Hutchings                                   | Kadri Gopalnath, The Comet Is Coming, Kojey Radical, King Ayisoba, Bo Ningen |
| 2018 | Moor Mother                                         | Nicole Mitchell, Emel Mathlouthi, Islam Chipsy & EEK, Maria Chavez |
| 2018 | Devendra Banhart                                    | Vashti Bunyan, Rodrigo Amarante, Roger Eno, Gigi Masin, Jessica Pratt, Katey Red |
| 2018 | Le Guess Who?                                       | The Breeders, Swamp Dogg, Neneh Cherry, Colin Stetson, Cass McCombs, Anoushka Shankar & Manu Delago with MO Strings, The Heliocentrics, Mudhoney, Yves Tumor, Kelsey Lu, JPEGMAFIA, Tirzah, Lydia Lunch’s Big Sexy Noise, Vera Sola, Cindy Lee, Black Midi |
| 2019 | Fatoumata Diawara                                   | Roberto Fonseca, Master Soumy, Ahmed Ag Kaedy, Fatoumata Diawara |
| 2019 | Iris van Herpen and Salvador Breed                  | Mykki Blanco, Efterklang, Amnesia Scanner, Holly Herndon |
| 2019 | Jenny Hval                                          | DNA? AND?, Félicia Atkinson, Lolina, Moon Relay, Oorutaichi, Sofia Jernberg, Vivian Wang |
| 2019 | Moon Duo                                            | Idris Ackamoor & The Pyramids, Mary Lattimore, Moon Duo, Nivhek, Sonic Boom (Peter Kember) |
| 2019 | Patrick Higgins                                     | Conrad Tao, Leila Bordreuil, LEYA, Mariel Roberts, Miranda Cuckson, Stine Janvin, Tyondai Braxton, Vicky Chow |
| 2019 | The Bug                                             | Drew McDowall’s Time Machines, Earth (American band), Godflesh, King Midas Sound, Mala, Mark Ernestus's Ndagga Rhythm, ZONAL feat. Moor Mother |
| 2019 | Le Guess Who?                                       | Acid Mothers Temple, Aldous Harding, Asha Puthli, Cate Le Bon, Deerhunter, The Raincoats, Visible Cloaks, Yves Jarvis |
| 2020 | Evento annullato a causa della pandemia di COVID-19 | Evento annullato a causa della pandemia di COVID-19 |
| 2021 | John Dwyer                                          | Automatic, Bent Arcana, Brigid Dawson & Sunwatchers, DMBQ, Earth Girl Helen Brown, Faust IV Live!, Gustaf, John Surman & Alexander Hawkins, Old Time Relijun, OSEES, Subhumans |
| 2021 | Lucrecia Dalt                                       | Beatriz Ferreyra, Chúpame El Dedo, Don The Tiger, Felix Kubin, Julián Mayorga, Lucrecia Dalt, Lucrecia Dalt & Aaron Dilloway, Sea Urchin, Tarta Relena, Typhonian Highlife, Víctor Herrero |
| 2021 | Matana Roberts                                      | AGF, Damon Locks' Black Monument Ensemble, Ice Balloons, Irreversible Entanglements, Jessica Moss, Jesu, Joëlle Léandre, Klein, Matana Roberts & Jessica Moss, Oren Ambarchi |
| 2021 | Midori Takada                                       | Ensemble Klang presents ‘Thrift Hybrids' |
| 2021 | Phil Elverum                                        | Duma, Iduvigik, Lori Goldston, Mari Kalkun, Mariee Sioux, the Microphones, Tenniscoats |
| 2021 | Le Guess Who?                                       | Aksak Maboul, Alabaster dePlume, Alexander Scriabin - "Le Poème du Feu" performed by Radio Philharmonic Orchestra, Alogte Oho & His Sounds of Joy, Angel Bat Dawid, Aquiles Navarro & Tcheser Holmes, Arooj Aftab, Arushi Jain, Bertie Marshall, Black Country, New Road, Blak Saagan, Bohren & Der Club of Gore, Coco María, Conjunto Papa Upa, Don Melody Club, Eddie Chacon, DJ Fitz, Flohio, Gabriels, Gebroeders Dieleman van Eeckhout, Ichiko Aoba, Ikram Bouloum, Jamael Dean & Sharada Shashidhar, keiyaA, Kelman Duran B2B Lil C, Kiko Dinucci, Lael Neale, L'Rain, Lucinda Chua, Lyra Pramuk, Maarten Vos & Maotik present Erratic Weather, Masma Dream World, Meril Wubslin, Model Home, Nala Sinephro, Nicolini, OvO, Pa Salieu, PAINT, Parrenin/Weinrich/Rollet, Petter Eldh presents Koma Saxo, Pink Oculus presents Before Wisdom, Pink Siifu, Plague Organ, Rian Treanor + Leila Ziu, Ronald Langestraat & Tim Koh, San Leo, Scotch Rolex feat. MC Yallah & Lord Spikeheart, Sessa, Shannon Lay, Siti Muharam, Slumberland feat. Sainkho Namtchylak, Space Afrika, Spirit Fest, Suuns, Tara Clerkin Trio, University Challenged, Vanishing Twin, WaqWaq Kingdom, William Basinski performing Lamentations, Wu-Lu, Zwangere Guy |
| 2022 | Animal Collective                                   | Anastasia Coope, Animal Collective, Dennis Bovell, Habibi Funk, Horse Lords, Kuunatic, Les Filles de Illighadad, Liliane Chlela, Liv.e, Maral, Maria Reis, Marina Herlop, Mary Ocher, Slauson Malone 1, Supersilent, Turner Williams Jr., Valentín Clastrier |
| 2022 | clipping.                                           | Aho Ssan, clipping., Divide and Dissolve, Dos Monos, Dreamcrusher, Evicshen, Horse Lords, Jana Rush, Jeff Parker, KMRU & Aho Ssan performing "Limen", Manuka Honey, Nkisi, Patric Catani, Rival Consoles, They Hate Change, Zebra Katz |
| 2022 | CURL                                                | Alpha Maid, Astrid Sonne, bar italia, CURL, Eve Stainton presents Dykegeist with live sound by Mica Levi, Laurel Halo, Maëva Berthelot & Coby Sey performing "A Tender Ascent", Moor Mother & billy woods performing "BRASS&", Speakers Corner Quartet & Friends, The Garbage Man, TONE, Tutto Questo Sentire |
| 2022 | Le Guess Who?                                       | Abdullah Ibrahim, Alison Cotton, Animistic Beliefs, Asher Gamedze, billy woods, Bint7alal, blondewednesday, Bohren & der Club of Gore, Cate Le Bon, chamæleon, Charlotte Adigéry & Bolis Pupul, Dienne, Dion Lunadon, DJ Fitz, Dry Cleaning, Eerie Wanda, Estrella Morente & Amsterdam Andalusian Orchestra, EXEK, Flore Laurentienne, Fulu Miziki Kolektiv, Goat, Huerco S., Idris Ackamoor & The Pyramids, Injury Reserve, Irena & Vojtěch Havlovi, Joanne Robertson, Jolanda Moletta, Kee Avil, Keeley Forsyth, KOKOKO!, Leoni Leoni, Lewsberg, Lex Amor, Lido Pimienta, Low, Maria BC, Masayoshi Fujita, Mourning [A] BLKstar, Muriel Grossmann Quartet, Myriam Gendron, Nappy Nina, Nia Archives, OCH, OKI, Otim Alpha, Oumou Sangaré, Personal Trainer, PNEM, Rats on Rafts: Visions Of Chapter 3 (live), Siksa, Širom, Surya Botofasina & Nate Mercereau & Carlos Niño with Special Guests, The Jonny Halifax, Invocation, The Staples Jr. Singers, Thiago Nassif, Trees Speak, Tumi Mogorosi presents Group Theory – Black Music, upsammy & Sjoerd Martens, Use Knife, Vincent Moon’s Live Cinéma, WaqWaq Kingdom ft. Kalma present Glitchy Nature, Wau Wau Collectif, Yaya Bey, Yeli Yeli, Zs                                         |